# Boksee
Boksee là một đô thị thuộc huyện Plön, trong bang Schleswig-Holstein, nước Đức. Đô thị Boksee có diện tích 5,52 km², dân số thời điểm 31 tháng 12 năm 2006 là 487 người.